# Dens Park
Dens Park – stadion piłkarski, położony w szkockim mieście Dundee. Oddany został do użytku w 1899 roku. Od tego czasu swoje mecze na tym obiekcie rozgrywa zespół Dundee F.C. Jego pojemność wynosi 11 856 miejsc. Rekordową frekwencję, wynoszącą 43 024 osób, odnotowano w 1953 roku podczas meczu ligowego pomiędzy Dundee F.C. a Rangers F.C.
Tuż obok stadionu Dundee F.C. znajduje się obiekt lokalnego rywala Dundee United – Tannadice Park.